# General Zaragoza
General Zaragoza é um município do estado de Nuevo León, no México.
Em 2005, o município possuía um total de 5.733 habitantes.